# Cape Dorset
Cape Dorset (Inuktitut: Kinngait) é um povoado inuit localizado na Ilha Dorset, perto da Península Foxe, parte sul da Ilha de Baffin, Região de Qikiqtaaluk, Nunavut, Canadá. O nome inuit significa "grandes montanhas".
Possui uma população de 1.231 habitantes.